# Minunthozetes
Minunthozetes é um género de ácaros pertencentes à família Punctoribatidae.
As espécies deste género são encontradas na Europa e na Ásia Ocidental.
Espécies:
- Minunthozetes atomus (Berlese, 1908)
- Minunthozetes bicornis (Berlese, 1908)
- Minunthozetes hemectus (Hull, 1915)
- Minunthozetes humectus (Hull, 1915)
- Minunthozetes major Mihelcic, 1957
- Minunthozetes pseudofusiger (Schweizer, 1922)
- Minunthozetes quadriareatus Mínguez, Subías & Ruiz, 1986
- Minunthozetes semirufus (Koch, 1841)
- Minunthozetes tarmani Feider, Vasiliu & Calugar, 1971